# Arte por el arte
Ars gratia artis, expresión latina traducible como el arte por la gracia del arte, el arte por el arte mismo o, más comúnmente, el arte por el arte; es un principio de la estética idealista (desde Immanuel Kant: Crítica del juicio —1790—) que implica el individualismo (como en el romanticismo que comienza en la misma época). Se contrapone al realismo (no tanto al realismo pictórico o al realismo literario, sino al principio academicista de arte como imitación de la naturaleza —mímesis—); e implica la libertad del arte, libertad artística o libertad del artista, paralela a la libertad de expresión definida como una de las libertades proclamadas por la revolución liberal o revolución burguesa.
Puede también ser interpretado como arte puro o arte desinteresado, la característica que hace de la obra artística algo esencialmente distinto de un objeto utilitario.
Por la misma razón, el principio se puede identificar con el arte incomprendido de los artistas que, del mismo modo que desarrollan una forma de vida alternativa o extravagante (vida bohemia), desarrollan su arte de forma ajena a las instituciones artísticas (academias, museos, salones artísticos), los encargos oficiales y el mercado del arte (arte independiente).
La expresión inglesa art for art’s sake (atribuida a Edgar Allan Poe) y la francesa l'art pour l'art (atribuida a Victor Cousin y a Benjamin Constant de Rebecque) tienen un uso similar. La expresión francesa fue divulgada posteriormente por Théophile Gautier al utilizarla como lema del parnasianismo, para sugerir que no hay conexión entre arte y moralidad.

## Críticas soviética y nazi
Este principio fue duramente criticado por la estética y el arte soviético posterior a la experimentación vanguardista de los primeros años de la Revolución (que van del constructivismo hasta la fijación del canon del realismo socialista en época del estalinismo), que lo calificó de arte burgués.
Paralelamente, la crítica de la estética del arte nazi, calificó a un amplio conjunto de productos de las vanguardias como arte degenerado, comparándolo con las producciones de los enfermos mentales (art brut) y atribuyéndolo a la actividad conspirativa de razas inferiores.

## Crítica funcionalista
El diseño (Walter Gropius y la Bauhaus) y la arquitectura moderna (escuela de Chicago) están presididos por el debate entre la forma y la función, puesto de manifiesto con la expresión Form follows function ("La forma sigue a la función", Louis Sullivan).

## La pintura pura
El pintor Frank Stella, hablando de la relación de Picasso con la abstracción, constata la preocupación de este de que el nuevo espacio atmosférico, abierto, quedara atascado y lastrado por la masa de su único ingrediente real: el pigmento, con lo que ocurriría que en lugar de darnos una pintura pura, nos diera sólo pura pintura, algo que lo mismo podíamos encontrar en los estantes de los almacenes que en las paredes de los museos.

## La actitud de los diletantes ydiletantismo
La palabra italiana dilettante ("el que se deleita"), que se utiliza también en castellano ("diletante"), se aplicó con el sentido actual (que implica una posición contemplativa y de goce estético, de recreación en el gusto artístico, diferente tanto a la del artista como a la del experto profesional) a un club londinense formado en 1734 por un grupo de nobles ingleses aficionados al arte grecorromano: la Society of Dilettanti, en el contexto del Grand Tour y el naciente espíritu del neoclasicismo.
El significado de esta expresión fue modifícándose con el tiempo hasta adquirir cierto toque peyorativo por equipararse a los conceptos de ocioso, holgazán o indolente.

## Dandismo, esteticismo y síndrome de Stendhal
Desde el siglo XIX, la posición estética del dandismo puede considerarse una de las evoluciones del concepto de «arte puro»: la actitud displicente, cargada de humor británico, que permitió a Thomas de Quincey considerar el asesinato como una de las bellas artes. Hasta cierto punto similar era la actitud de Los poetas malditos y los decadentistas franceses, la de Oscar Wilde o la de las novelas de Thomas Mann (La muerte en Venecia).
Otra evolución sería la sublimación del impacto psicológico del arte en el espectador: el síndrome de Stendhal.
Con el tiempo, también este concepto ha adquirido matices negativos, al atribuírsele la voluntad de mejorar la propia estima a través del menosprecio hacia los demás.

## Elitismo y arte popular
La popularización del arte se produjo con la industrialización, e hizo surgir aspectos tan contrarios como, por un lado, la difusión y vulgarización de lo que se vino en llamar kitsch; y por otro, el elitismo. La reflexión sobre el impacto de la industrialización en el arte fue muy importante en Ruskin, William Morris y el movimiento Arts and Crafts.
Ya en el cambio de siglo (del XIX al XX), el elitismo fue un factor esencial del High Modernism en la literatura anglosajona (el término "modernismo" es de significado diferente en las artes plásticas y la literatura hispanoamericana y española), y del noucentisme y la Generación del 14 en el arte y la literatura españolas.
Algunas manifestaciones artísticas y artistas concretos (Van Gogh tras su muerte, Picasso en vida) han compartido ciertos aspectos de la popularidad que otorgan los medios de comunicación de masas, logrando algunos aspectos de lo que, en su máximo grado, obtienen las estrellas de la música popular (el fenómeno fan). Aunque esto se trata de un arte de élite accesible para la masa, al igual que la actitud estética del Pop Art (Andy Warhol). Finalmente no transgreden lo aceptado en el mundo académico e institucional (museos, mercado del arte). Lo mismo ocurrió con la valoración de la denominada subcultura o cultura underground, ajena a las masas e insertada hoy en los relatos histórico-artísticos como el caso de La Movida Madrileña o el Glamm por en realidad estar producido desde la élite.

## La expresión "Ars gratia artis" usada como lema
La expresión usada como lema ha aparecido en diversos contextos:
- El lema del parnasianismo, un movimiento literario francés de la segunda mitad del siglo XIX.
- El lema de la Metro-Goldwyn-Mayer, una productora cinematográfica, apareciendo la frase en la famosa imagen y logo de "El león de la Metro".

La célebre sentencia “Arte por el Arte” (Ars Gratia Artis) quiere transmitir este “mensaje”: “Mientras que las artes útiles tiene como finalidad propia el servir para producir o adquirir bienes o servicios distintos a ellas mismas (las artes de la pesca para adquirir peces, las artes cisorias para despedazar animales, las artes mecánicas para obtener aparatos de alumbrado eléctrico, grifos o aparatos de baño), las artes liberales no tiene como finalidad algo subordinado a otra cosa distinta que ellas mismas”